# Ectoedemia heringi
Ectoedemia heringi é uma espécie de insetos lepidópteros, mais especificamente de traças, pertencente à família Nepticulidae.
A autoridade científica da espécie é Toll, tendo sido descrita no ano de 1934.
Trata-se de uma espécie presente no território português.